# شرایط پیمانه لورنتس
در الکترومغناطیس، پیمانه لورنتس(Lorenz gauge) یا شرط پیمانه لورنتس (Lorenz gauge condition) یک تثبیت پیمانه جزئی پتانسیل برداری الکترومغناطیسی است.
به شرطی که: {\displaystyle \partial _{\mu }A^{\mu }=0}
این شرط به طور کامل پیمانه را تثبیت نمی‌کند، هنوز می‌توان تبدیل پیمانه را ساخت، {\displaystyle A^{\mu }\to A^{\mu }+\partial ^{\mu }f}
که در آن {\displaystyle f} یک تابع اسکالر هارمونیک است (تابع اسکالری که شرط {\displaystyle \partial ^{\mu }\partial _{\mu }f=0} را برآورده می‌کند، معادله‌ای از یک میدان اسکالر بدون جرم).
شرط لورنتس برای از بین بردن اسپین اضافی-۰ , مولفه‌ای از گروه لورنتس(۱/۲٬۱/۲) به کار می‌رود. این شرط همچنین برای میدان‌های پردامنه اسپین-۱ به کار می‌رود جایی که در آن مفهوم تبدیل‌های پیمانه‌ای هیچ کاربردی ندارند.
شرط لورنتس به افتخار لودویک لورنتس نامگذاری شده است. این یک شرط «ثابت لورنتس» است اما اغلب به خاطر کارهای هندریک لورنتس به اشتباه «شرط لورنتس» خوانده می‌شود، کسی که کوواریانس لورنتس به نامش معروف است.

## شرح
در الکترومغناطیس، شرایط لورنتس معمولاً از طریق پتانسیل‌های تاخیری در محاسبه‌های میدان‌های الکترومغناطیسی وابسته به زمان استفاده می‌شود.
به شرطی که: {\displaystyle \partial _{\mu }A^{\mu }\equiv A^{\mu }{}_{,\mu }=0\!}
که {\displaystyle A^{\mu }} چهار- پتانسیل است، کاما بیانگر مشتق جزئی است و اندیس‌های مکرر نشان می‌دهد که قائده جمع انیشتین به کار رفته است. این شرط دارای ویژگی ناوردایی لورنتس است و همچنان مقدار قابل توجهی از درجه آزادی را باقی می‌گذارد.
در واقع نماد برداری و واحد SI این شرط این است که:
```

  

    

      

        
∇

        
⋅

        

          

            

              
A

              
→

            

          

        

        
+

        

          

            
1

            

              
c

              

                
2

              

            

          

        

        

          

            

              
∂

              
φ

            

            

              
∂

              
t

            

          

        

        
=

        
0.

      

    

    
{\displaystyle \nabla \cdot {\vec {A}}+{\frac {1}{c^{2}}}{\frac {\partial \varphi }{\partial t}}=0.}

  

```

که {\displaystyle {\vec {A}}} بیانگر پتانسیل برداری مغناطیسی و {\displaystyle \,\varphi } پتانسیل الکتریکی است. همچنین تثبیت پیمانه را از نظر بگذرانید.
در واحد گاؤسی این شرط به این صورت است:
{\displaystyle \nabla \cdot {\vec {A}}+{\frac {1}{c}}{\frac {\partial \varphi }{\partial t}}=0.}
توجیهی که بلافاصله می‌توان از پیمانه لورنتس یافت، استفاده از معادله‌های ماکسول و رابطه بین پتانسیل برداری مغناطیسی و میدان مغناطیسی است:
{\displaystyle \nabla \times {\vec {E}}=-{\frac {\partial {\vec {B}}}{\partial t}}=\nabla \times -{\frac {\partial {\vec {A}}}{\partial t}}}
بنابراین داریم:
{\displaystyle \nabla \times ({\vec {E}}+{\frac {\partial {\vec {A}}}{\partial t}})=0}
از آنجایی که کرل مساوی صفر است، این بدان معناست که یک تابع {\displaystyle \,\varphi } اسکالری وجود دارد که: {\displaystyle -\nabla \,\varphi ={\vec {E}}+{\frac {\partial {\vec {A}}}{\partial t}}}
به این ترتیب معادله معروف میدان الکتریکی به دست می‌آید:
```

  

    

      

        

          

            

              
E

              
→

            

          

        

        
=

        
−

        
∇

        

        
φ

        
−

        

          

            

              
∂

              

                

                  

                    
A

                    
→

                  

                

              

            

            

              
∂

              
t

            

          

        

      

    

    
{\displaystyle {\vec {E}}=-\nabla \,\varphi -{\frac {\partial {\vec {A}}}{\partial t}}}

  

```

این استنتاج می‌تواند برای هرکدام از معادله‌های دیگر ماکسول هم اعمال شود،
{\displaystyle {\nabla \times {\vec {B}}}={\nabla \times (\nabla \times {\vec {A}})}={\nabla (\nabla \cdot {\vec {A}})-\nabla ^{2}{\vec {A}}}={\mu _{0}{\vec {J}}+{\frac {1}{c^{2}}}{\frac {\partial {\vec {E}}}{\partial t}}}={\mu _{0}{\vec {J}}-{\frac {1}{c^{2}}}\nabla {\frac {\partial \varphi }{\partial t}}-{\frac {1}{c^{2}}}{\frac {\partial ^{2}{\vec {A}}}{\partial t^{2}}}}}
در نتیجه داریم:
```

  

    

      

        
∇

        
(

        
∇

        
⋅

        

          

            

              
A

              
→

            

          

        

        
+

        

          

            
1

            

              
c

              

                
2

              

            

          

        

        

          

            

              
∂

              
φ

            

            

              
∂

              
t

            

          

        

        
)

        
=

        

          
μ

          

            
0

          

        

        

          

            

              
J

              
→

            

          

        

        
−

        

          

            
1

            

              
c

              

                
2

              

            

          

        

        

          

            

              

                
∂

                

                  
2

                

              

              

                

                  

                    
A

                    
→

                  

                

              

            

            

              
∂

              

                
t

                

                  
2

                

              

            

          

        

        
+

        

          
∇

          

            
2

          

        

        

          

            

              
A

              
→

            

          

        

      

    

    
{\displaystyle \nabla (\nabla \cdot {\vec {A}}+{\frac {1}{c^{2}}}{\frac {\partial \varphi }{\partial t}})=\mu _{0}{\vec {J}}-{\frac {1}{c^{2}}}{\frac {\partial ^{2}{\vec {A}}}{\partial t^{2}}}+\nabla ^{2}{\vec {A}}}

  

```

برای داشتن ناوردایی لورنتس، مشتق‌های زمانی و فضایی باید مثل هم رفتار کنند (یعنی از یک مرتبه باشند)، بنابراین مناسب است که شرط پیمانه لورنتس را برگزینیم که نتیجه زیر را در بر دارد:
```

  

    

      

        
◻

        

          

            

              
A

              
→

            

          

        

        
=

        

          
[

          

            

              

                
1

                

                  
c

                  

                    
2

                  

                

              

            

            

              

                

                  
∂

                  

                    
2

                  

                

                

                  
∂

                  

                    
t

                    

                      
2

                    

                  

                

              

            

            
−

            

              
∇

              

                
2

              

            

          

          
]

        

        

          

            

              
A

              
→

            

          

        

        
=

        

          
μ

          

            
0

          

        

        

          

            

              
J

              
→

            

          

        

      

    

    
{\displaystyle \Box {\vec {A}}=\left[{\frac {1}{c^{2}}}{\frac {\partial ^{2}}{\partial t^{2}}}-\nabla ^{2}\right]{\vec {A}}=\mu _{0}{\vec {J}}}

  

```

یک روش مشابه با تمرکز بر پتانسیل اسکالر الکتریکی و انتخاب همان پیمانه انتخاب شده نتیجه خواهد داد:
```

  

    

      

        
◻

        
φ

        
=

        

          
[

          

            

              

                
1

                

                  
c

                  

                    
2

                  

                

              

            

            

              

                

                  
∂

                  

                    
2

                  

                

                

                  
∂

                  

                    
t

                    

                      
2

                    

                  

                

              

            

            
−

            

              
∇

              

                
2

              

            

          

          
]

        

        
φ

        
=

        

          

            
1

            

              
ϵ

              

                
0

              

            

          

        

        
ρ

        

        
.

      

    

    
{\displaystyle \Box \varphi =\left[{\frac {1}{c^{2}}}{\frac {\partial ^{2}}{\partial t^{2}}}-\nabla ^{2}\right]\varphi ={\frac {1}{\epsilon _{0}}}\rho \,.}

  

```

این فرم‌ها ساده‌تر و متقارن تر از معادله‌های ناهمگن ماکسول هستند.
همچنین توجه داشته باشید که پیمانه کولن مشکل ناوردایی لورنتس را رفع می‌کند اما با مشتق‌های مرتبه اول یک بخش گشتاوری باقی می‌گذارد.
در اینجا {\displaystyle c={\frac {1}{\sqrt {\epsilon _{0}\mu _{0}}}}} سرعت نور در خلأ است، و {\displaystyle \Box } عملگر دالامبرین است.
در نگاه اول به شکلی جالب وغیر منتظره، این معادله‌ها نه تنها در شرایط خلأ بلکه در رساناهای قطبی هم معتبر هستند. اگر {\displaystyle \rho } و {\displaystyle {\vec {J}}} به ترتیب، چگالی چشمه و چگالی جریان در میدان الکترومغناطیسی القایی {\displaystyle {\vec {E}}}, {\displaystyle {\vec {B}}\,,} باشند، مثل همیشه از {\displaystyle \,\varphi } و {\displaystyle {\vec {A}}} معادلات {\displaystyle {\vec {E}}=-\nabla \varphi -{\frac {\partial {\vec {A}}}{\partial t}}} و {\displaystyle {\vec {B}}=\nabla \times {\vec {A}}\,.} محاسبه می‌شود.
راه حل‌های آسان برای {\displaystyle \,\varphi } و {\displaystyle {\vec {A}}} - منحصر به فرد، در صورتی که همهٔ مقادیر باسرعت کافی در بینهایت از بین بروند- به پتانسیل‌های تأخیری معروفند.

## تاریخچه
زمانی که کار لورنتس منتشر شد، ابتدا توسط ماکسول مورد استقبال قرار نگرفت. ماکسول از آنجایی که بر روی چیزی که امروزه پیمانه کولن نامیده می‌شود کارمی کرد، مشتق نیروی الکترواستاتیک کولن را از معادله موج الکترومغناطیسی حذف کرده بود. پیمانه لورنتس پس از آن مشتق اول معادله موج الکترومغناطیسی را با معرفی اثر تاخیری نیروی کولن و وارد کردن آن در معادله موج الکترومغناطیسی درحضور میدان‌های الکتریکی با نوسان‌های زمانی نقض کرد که در مقاله لورنتس با عنوان "درباره نوسانات نور با جریانات الکتریکی" معرفی شد.
کار لورنتس اولین متقارن سازی وکوتاه سازی معادله‌های ماکسول بعد از مقاله خود ماکسول که در سال ۱۸۶۵ منتشر کرد بود.
در سال ۱۸۸۸ پتانسیل‌های تأخیری بعد از آزمایش‌های هنریک رودولف هرتز بر روی امواج الکترومغناطیسی به طور گسترده مورد استفاده قرار گرفت. در سال ۱۸۹۵ نظریه پتانسیل‌های تأخیری، بعد از تفسیر اطلاعات جی.جی.تامسون از الکترون‌ها پیشرفت به سزایی کرد (بعد از بررسی‌هایی بر روی پدیده‌های الکتریکی که از توزیع بار الکتریکی و جریان الکتریکی وابسته به زمان به انتقال بار نقطه‌ای تغییر کرد).